# Bibey Mutombo
Kalambay "Bibey" Mutombo était un footballeur puis entraîneur congolais. Il est né à Léopoldville . 
Il meurt le 8 août 2008 en Belgique, des suites d'une longue maladie.

## Biographie
Durant la saison 1985-1986, Bibey joue en faveur du club belge du Beringen FC, avec comme statistiques 17 matchs joués, 0 but marqué et 3 cartons jaunes. 
En 1986, après son passage au Beringen FC, il signe un contrat avec le RFC Sérésien (17), où il n'a toutefois pas l'occasion de jouer.

## Carrière
Bibey détenait une licence UEFA A

### Clubs entraînés
- 2007 :  Orlando Pirates (entraîneur)[3]
- 2006 :  Black Leopards (entraîneur)
- 2005 :  AS Vita Club (entraîneur)
- 2005 :  OC Muungano (entraîneur)
- 2004 :  RD Congo (entraîneur adjoint)
- RESC Virton (entraîneur adjoint)
- FC Rodange (Entraîneur)
- Sporting Mertizig (Entraîneur)